# Concórdia (Santa Catarina)
Concórdia è un comune del Brasile nello Stato di Santa Catarina, parte della mesoregione dell'Oeste Catarinense e della microregione di Concórdia.
Il comune venne fondato nel 1934.